# Dagboek van een gek

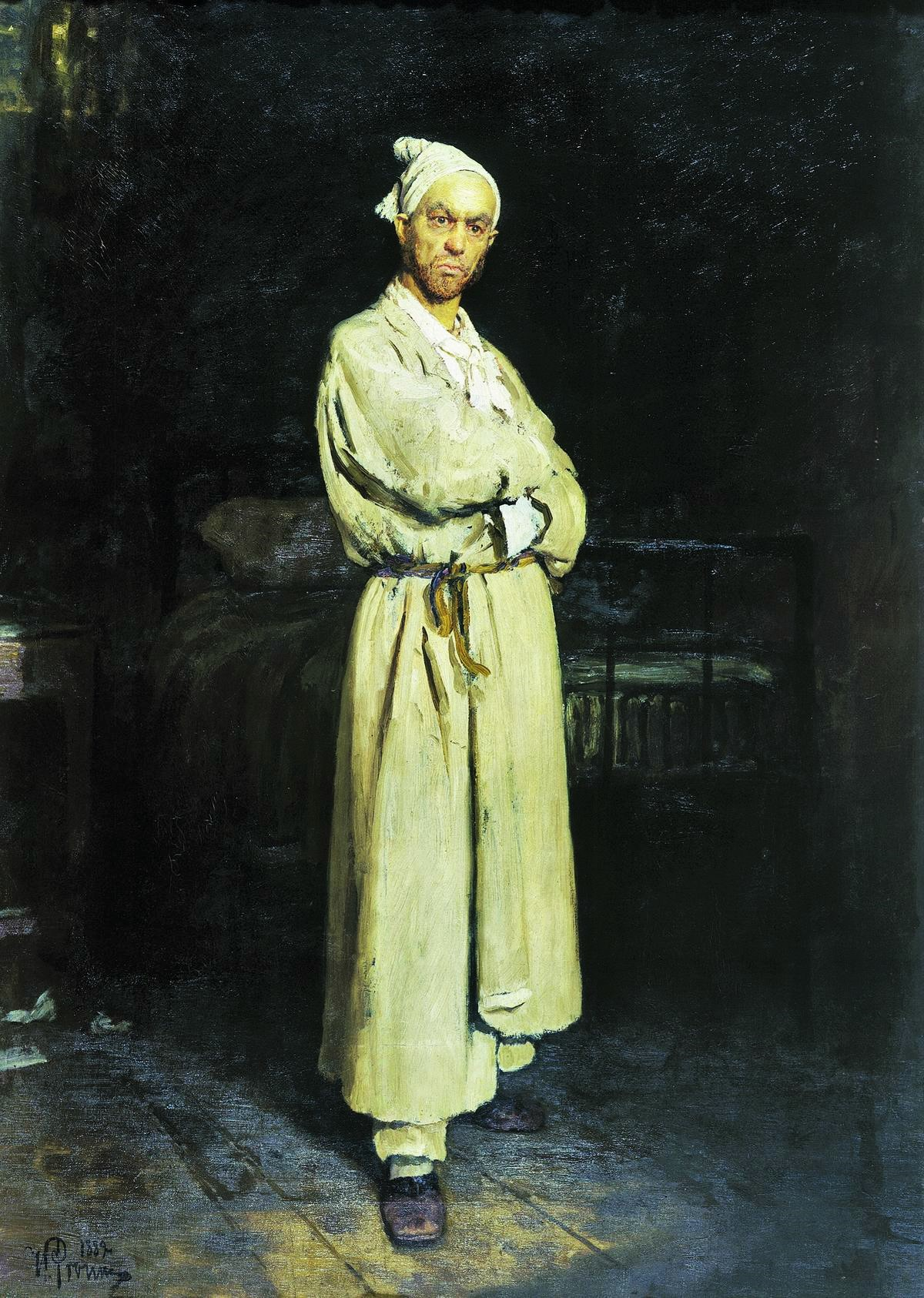
Propritsjin op een schilderij van Ilja Repin (1882)

Dagboek van een gek of Dagboek van een krankzinnige (Russisch: Записки сумасшедшего, Zapiski soemassjedsjego) is een kort verhaal van Nikolaj Gogol uit 1835. Het verhaal is geschreven in de vorm van het dagboek van de kleine ambtenaar Aksentei Ivanovitsj Propritsjin die leeft in het Rusland van tsaar Nicolaas I.

## Verhaal
Aksentei Ivanovitsj Propritsjin is een kleine ambtenaar in Sint-Petersburg. Hij werkt op een departement en brengt de dag voornamelijk door met het slijpen van pennen in het kantoor van zijn baas. Propritsjin, die ontevreden is over zijn nederige baan, wordt smoorverliefd op de dochter van zijn baas, die hem echter niet ziet staan en reeds verliefd is op een kamerjonker. Door al deze tegenslagen wordt hij helemaal gek. De in het begin van het verhaal normaal ogende ambtenaar hoort honden met elkaar praten en verbeeldt zich zelfs dat hij koning Ferdinand VIII van Spanje is. Nadat hij is opgenomen in een krankzinnigengesticht en daar stokslagen krijgt, gelooft hij dat hij te maken heeft met vreemde Spaanse kroningsceremonies en dat de Inquisitie hem gevangen heeft genomen.

## Nederlandse vertalingen
- N.W. Gogol, Dagboek van een krankzinnige. In N.W. Gogol Verzamelde Werken 2 (novellen, toneel), Russische Bibliotheek, G.A. van Oorschot, Amsterdam 1962. Vertaling: Charles B. Timmer. ISBN 9028204393.
- Nicolaj Gogol, Dagboek van een gek, L.J. Veen, Amsterdam 1966, 1989. Vertaling: Dunya Breur. ISBN 9020453580.
- Nikolaj Gogol, Dagboek van een gek, L.J. Veen, Amsterdam 2001. Vertaling en nawoord: Arie van der Ent. ISBN 9020457802.
- N.V. Gogol, Dagboek van een gek. In N.V. Gogol Verzamelde Werken deel 1 (Avonden op een hoeve nabij Dikanka, Mirgorod, Petersburgse verhalen), Russische Bibliotheek, G.A. van Oorschot, Amsterdam 2012. Vertaling: Aai Prins.